# Kolonia Kamieńczykowska
Kolonia Kamieńczykowska – kolonia w Polsce, położona w województwie mazowieckim, w powiecie sokołowskim, w gminie Sterdyń.
| SIMC    | Nazwa        | Rodzaj        |
| ------- | ------------ | ------------- |
| 0690418 | Mosty        | część kolonii |
| 0690424 | Wilczy Borek | część kolonii |

W latach 1975–1998 miejscowość administracyjnie należała do województwa siedleckiego.
Wierni wyznania rzymskokatolickiego należą do parafii Wniebowzięcia NMP w Łazówku.